# ルカ・ロメロ
ルカ・ロメロ・ベッサーナ（Luka Romero Bezzana、2004年11月18日 - ）は、メキシコ・ドゥランゴ出身のサッカー選手。クルス・アスル所属。ポジションはフォワード。

## 経歴

### ユース
メキシコ・ドゥランゴでアルゼンチン人の両親のもとに生まれ、3歳の時にスペインのアンダルシア地方ビジャヌエバ・デ・コルドバに移住。7歳でバレアレス諸島のフォルメンテラに移住し、イビサのユースチーム、ペニャ・エスポルティーバ・サント・ジョルディでプレーを始めた。

### RCDマジョルカ
2015年、10歳でRCDマジョルカと8年間のユース契約を結んだ。
2020年6月24日にトップチームのレアル・マドリードとのアウェー戦で、イドリス・ババに代わって出場。 15歳219日での出場で、1939-1940シーズンにセルタでデビューしたサンソン(フランシスコ・バオ・ロドリゲス)が記録した15歳255日というリーガ最年少デビュー記録を、81年ぶりに更新した。

### SSラツィオ
2021年7月19日、SSラツィオへの移籍が発表された。
2022年11月10日、セリエAのモンツァ戦に途中出場し、ラツィオにおける初得点を記録した。

### ACミラン
2023年7月6日、ACミランに移籍した。契約期間は2027年6月30日までの4年間。2023年9月27日、第6節カリアリ・カルチョ戦にて後半69分、クリスチャン・プリシッチと交代で出場を果たしミランデビューを果たす。
2024年1月22日、UDアルメリアへ2024年6月30日までの期限付きでのローン移籍が発表された。同年2月24日ラ・リーガ第26節、対アトレティコ・マドリード戦において前半27分、マルク・プビルからのパスを受けると、ペナルティエリア外から左足を振りぬきゴール右へラ・リーガ初ゴールを決めると、後半64分、ジョナタン・ビエラからのパスをペナルティエリア内にて右足で受けた直後に左足でシュートし、ゴール右上のゴールポストとクロスバーの内側に刺さり、この試合で2得点を決める。試合は2-2でドローとなった。
2024年7月23日、デポルティーボ・アラベスへ2025年6月30日までの期限付き、買取オプション付帯でのローン移籍。

### クルス・アスル
2025年1月18日、デポルティーボ・アラベスへのローン契約を早期に終了、クルス・アスルに完全移籍した。

### 代表
メキシコでアルゼンチンの両親の元に生まれ、幼少期にスペインに移住したため、3カ国の国籍をすべて所持し、現在は3カ国のA代表でプレイする権利を持っている。
2019年、南米U-15選手権でU-15アルゼンチン代表として出場し、6試合で2ゴールを決めた。